# Hey Now (Mean Muggin)
„Hey Now (Mean Muggin)” – singel rapera Xzibita.

## Listy przebojów
| Notowanie (2004 r.)                  | Najwyższa pozycja |
| ------------------------------------ | ----------------- |
| Australian ARIA Singles Chart        | 44                |
| New Zealand RIANZ Singles Charts     | 21                |
| Swiss Singles Charts                 | 42                |
| UK Singles Charts                    | 9                 |
| U.S. Billboard Hot 100               | 93                |
| U.S. Billboard Hot R&B/Hip-Hop Songs | 52                |
| U.S Billboard Rhythmic Top 40        | 28                |